# Turné
En turné eller tour er en rundrejse med optræden flere steder, foretaget af kunstnere, bands, teatre, orkester, foredragsholdere og sportsfolk. Turné bruges også om rundtur til flere værtshuse. En turné kan også være en politikers valgturné, hvor vedkommende rejser rundt, for at hverve stemmer ved forskellige valgmøder.

## Koncertturné
En turné for et band eller orkester, er hvor de rejser rundt og spiller koncerter mange forskellige steder. Det kan både være nationalt og internationalt.
Ofte er turnéer navngivet, for at kende de forskellige turnéers af samme kunstner fra hinanden, og for at knytte en specifik turné med et bestemt album eller et produkt Især i den populære musikverden, kan sådanne ture blive store virksomheder, der holder i flere måneder eller endda år, hvor den bliver set af tusinder eller millioner af mennesker, og kan bringe millioner af dollars (eller tilsvarende) i billetindtægter.